# Tourbières et ruisseaux de Mouthe, source du Doubs
Tourbières et ruisseaux de Mouthe, source du Doubs este o arie protejată (sit de importanță comunitară — SCI) din Franța întinsă pe o suprafață de 124 ha, integral pe uscat.

## Localizare
Centrul sitului Tourbières et ruisseaux de Mouthe, source du Doubs este situat la coordonatele 46°42′20″N 6°12′06″E / 46.70556°N 6.20167°E.

## Înființare
Situl Tourbières et ruisseaux de Mouthe, source du Doubs a fost declarat arie specială de conservare în baza directivei 92/43 din 1992 referitoare la conservarea habitatelor naturale și a faunei și florei sălbatice pentru a proteja 1 specie de animale.

## Biodiversitate
Situată în ecoregiunea continentală, aria protejată conține 10 habitate naturale: Pajiști uscate seminaturale și facies de acoperire cu tufișuri pe substraturi calcaroase (Festuco-Brometalia) (* situri importante pentru orhidee), Turbării active, Mlaștini împădurite, Cursuri de apă de la nivel de câmpie la nivel montan, cu vegetație Ranunculion fluitantis și Callitricho-Batrachion, Pajiști cu Molinia pe soluri calcaroase, turboase sau argilos-nămoloase (Molinion caeruleae), Liziere de ierburi înalte hidrofile de câmpie și de nivel montan până la alpin, Fânețe montane, Mlaștini turboase de tranziție și turbării mișcătoare, Mlaștini alcaline, Mlaștini oligotrofe degradate, capabile încă de regenerare naturală.
La baza desemnării sitului se află o specie protejată de  nevertebrate: fluturele auriu (Euphydryas aurinia).
Pe lângă speciile protejate, pe teritoriul sitului au mai fost identificate 11 specii de plante, 4 specii de păsări, 2 specii de amfibieni, 1 specie de pești, 1 specie de reptile.